# Bulbophyllum imbricans
Bulbophyllum imbricans är en orkidéart som beskrevs av Johannes Jacobus Smith. Bulbophyllum imbricans ingår i släktet Bulbophyllum och familjen orkidéer. Inga underarter finns listade i Catalogue of Life.